# サイボーグクロちゃん
『サイボーグクロちゃん』は、月刊コミックボンボンにて1997年9月号から2001年12月号まで連載された、横内なおきによる日本の漫画作品。

## 概要
コミックボンボン増刊号での読み切り連載を経て、後に本誌で本格的に連載となった。二足歩行も出来るうえに手先も器用なネコがサイボーグ化したことでさらなるポテンシャルを手に入れ、かかわった事件を解決するはずが、自分自身が武器を片手に町を破壊し、暴れ回るというハチャメチャギャグコメディが主な売りである。この横内流スタンスやギャグは次作である連載版『ウッディケーン』にも引き継がれた。他方で、時折幼年誌の枠を超えたハードなシリアス展開があり、特に登場人物の過去や生い立ちは普段の漫画のノリからは想像できないほどシビアで悲しい者が多く、人間のエゴや差別的姿勢などを描いている部分もある。原作は全56話、単行本全11巻。また、原作者監修の下、内田じゅんたによって『サイボーグクロちゃん 番外バトル』（サイボーグクロちゃん ばんがいバトル）という番外編的漫画（開始当初は4コマ漫画だったが後に普通の漫画になる）を連載していた。単行本全2巻。
本作品は、コミックボンボンの中でも数少ない完全オリジナル作品であり、一時期は看板キャラクターのような扱いを度々されていたほど人気が高かった。連載が終了し、クロちゃんが雑誌でほとんど取り上げられなくなった後も、度々イラストコーナーではクロちゃんのイラストが投稿されていた。他のボンボン作品（タモリはタルの『ロボットポンコッツ』など）に度々ゲスト出演しており、クロちゃんが本来関係ないはずのボンボン関連ゲームにおいても、隠し要素として登場していた。

### 各種展開
1998年頃から、本作品関連のフィギュアやキーホルダーなどが発売されるようになり、翌1999年にはテレビアニメ（以下、テレビシリーズ）の放送も開始（詳細は後述）。アニメ化以降はさらにその商品の規模を拡大し、着ぐるみショーを開催するところまで存在していた。またテレビマガジンでもアニメ化以前に、フィギュアを使用した絵本調の物語が連載された。原作の連載末期に当たる2001年4月には、奥村遊機から本作品を題材にしたパチンコ機『CRサイボーグクロちゃん』がリリースされている。
原作終了からおよそ10年が経過した2012年1月には、『復活！サイボーグクロちゃん ガトリングセレクション』、同年7月に『復活！サイボーグクロちゃん ガトリングセレクション リローデッド』が発売。いずれも新作のストーリーが掲載されており、後述の新装版にも3巻と5巻に収録された。2015年11月には、作中（第1巻のみ作後）の出来事に至るまでを描いた新作を収録した、新装版の刊行も開始。第1巻の帯には、同じ名前であるお笑い芸人のクロちゃんがコメントを寄せている。この新装版刊行に当たっては、作中にスヌーピーのぬいぐるみが登場するシーンではぬいぐるみにモザイクがかけられており、ミーの台詞も改変されている。2016年1月23日には新装版発売を記念したイベントも開催され、古澤徹や大本眞基子、坂本千夏らテレビシリーズのキャスト陣も複数出演。放送当時を振り返ってのトークの他、原作の最終回「みんな一緒に‥‥」の朗読も行われた。
この他、2014年にはLINEのスタンプも発売された。
そして2021年9月から、noteにて、サイボーグクロちゃん番外編「夢みるハイパー」が連載されている。番外バトルとセレクション版と新装版を除いて、連載終了から20年ぶりの新作である。

## あらすじ
雑種の黒猫「クロ」は生意気な暴れん坊だが、飼い主の老夫婦への恩返しを忘れない忠誠心の持ち主。ある日ドクター剛がクロを使って世界征服をしようと企み、勝手にサイボーグにしてしまう。それから次々と一癖も二癖もあるキャラクターが出てきて、クロをトラブルに巻き込んだり、逆に巻き込まれたりしていく。そんな毎日をうんざりしたり楽しんだりしながら、サイボーグクロちゃんは今日も暴れ回る。

## 武器・道具・舞台

### 武器・武装
ガトリングガン
クロやミーくんがいつも使っている武器。弾は6000発装弾可能。空き缶大。原作初期には四砲身の物も使っていたが、後に五砲身に統一される。発展型としてホワイトウッズの戦いで使った「ダブルガトリング」や、デビル復活で使った「バルカン砲」、手回し式の「スーパーガトリング」などがある。砲身の形を変えて、「スーパーナパーム弾」を使用したこともあったため、弾薬もある程度種類がある様子。
初期は弾薬の装填経路が不明だったが、ホワイトウッズの刑務所を襲撃した際に、クロの腹部の襲撃スペースに弾薬ベルトを補給している場面が見られる。何度か破損・破棄もされている。
なんでも斬れる剣
ミーくんと初対決で初登場した近接用の武器。剛の作ったネコ型サイボーグは必ず所持している。それぞれ形が（テレビシリーズでは色も）違う。ゲームでは「きょだいけん」になっている。名前の通り、何でも切れそうな切れ味であるが、実際には分厚い壁など斬れないものも多かった。デビルはパワーアップした「レーザーソード」や「デビルソード」を持っている。
ミサイル
クロなどのしっぽ・腹・脚などに格納されたミサイル。追尾機能を備えている。コタローのクロちゃんスーツにも似たような物が装備されている。装弾数3発。終盤ではあまり使われなくなった。
レールバスター
名称は、同型のゲーム登場武器から。ダンク編でトラックを吹き飛ばされてキレたクロが、ターミネーターの真似をして暴れたときに披露した「とっておきのコレクション」。デフォルメされているが、アサルトライフルに近い形状を持つ。原作では威力に関して明確な描写はないが、強力な連射性能を持ち、ゲーム内では最強の武器の1つである。上部マガジンから大量のミサイルを同時発射する機能も併せ持っていた。
ツインキャノン
異世界サバイバル編において、異世界の金属を用いて剛が新たに開発した兵器。ガトリングガンと同じ程度の大きさだが、異世界の金属の特質によるものか非常に軽い。名称は本編中には登場せず。
ガトリングガンと違い、グレネードガンのような大口径の銃口が2本くっついたような形の銃。発射する弾や仕組みについて詳しくは言及されなかったが、榴弾のような弾でバイスのボディを粉砕した。
悪魔のチップ
ミーくんに内蔵された、いろんなものと合体するためのチップ。オーサム初登場の時には性能が落ちていたらしい。クロとの合体のときによく使うほか、その用途は様々。これによってミーくんは背中から多数のアームを出すことができる。
また、ミーくんの思考回路そのものであるような描写もされた。
バトルボーグ
元々はトミーの作ったオリジナル玩具だったが、後に原作へ一度だけ逆輸入された（鈴木やダンクから「トミーの宣伝か？」と疑われている）。平たく言えば「腕のついた戦車」である。原作版は二足歩行であり、むしろロボットの方向性が強いが、元々の玩具は戦車型で、左右の腕が武器と化している。また、原作は片方がアームでもう片方に武器を装備できる。テレビシリーズと原作に登場したのはクロ版とミー版のみだったが、玩具版にはマタタビ版も存在する（マタタビ版は腕がチェーンソになっている）。
原作、テレビシリーズともに、ミニガンやミサイルを装備していた。GB版の通信対戦モードにも登場したが、こちらでは武器を自由に取り付けられた。
なんでも溶かす液
名前の通り、あらゆるものを溶かす化学兵器。粘性の強い液体で、剛の作ったロボのうちオーサムコサムとヒロスエが搭載していた。
吐いているオーサムコサム自身のボディすら溶かすほどの強い溶解力を持ち、自衛隊の戦車なども一瞬にして溶かしてしまうが、なぜか人を含む生物の身体とその衣服には効果がないという都合の良い性質も併せ持っている。
鈴木ジム2
ロミオとの鬼ごっこにおいて一度だけ使用された。鈴木が乗っている中古の軽トラをクロがあり合わせの工具で改造した機体。強力なブースターによる推進力と鋭いコーナリング性能を兼ね備えており、鈴木をして「最高」と言わしめた。武器は、召し遣ってから爆発する「対召し使い用爆弾」、鼻がもげるまで鼻を回す「ノーズハリケーン」。これに加えてテレビシリーズでは、野球ボールをひたすら投げる「嵐の千本ノック」も搭載している。
クロちゃんスーツ
コタローがクロにあこがれて自分で作ったスーツ。顔の部分以外はクロとそっくりになっているが、防弾、絶縁加工が為されている。またクロのお面もあり、装着すると大きさ以外では見分けがつかなくなる。
無限エネルギー装置
コタローの父が発明したスケールの大きい装置。長さ1m、幅40cmほどの小さな機械。
原理は不明だが、父曰く「これを上手く使えばクリーンなエネルギーを無尽蔵に生み出すことができる」。だが、冗談交じりではあるものの「悪用すると地球が一つ消し飛ぶ」と発言するなど、相応の危険性も持ち合わせている。悪用を避けるため、装置の核となる「X装置」だけは開発されておらず、父が設計図を暗記しているのみで、それも生涯世に出すつもりはない。これは彼が、自分の生きている間にはこの装置を有効利用することは人類には不可能だと予測しているからであり、子であるコタローに全てを任せる決意をしている。
一度はコタローによって、分解されてゴミの島にばら撒かれるという形で封印されたが、最終決戦において回収され、無限にエネルギーを吸収するという新機能を搭載した「コタローバージョン リバース機能付き」として完成した。
ナナちゃんの電車
クロが見つけた廃車になった電車。原作とテレビシリーズの前半では2ドアの中間車だが、テレビシリーズの後半では国鉄205系電車のようになっている。中はロングシートで、冷房装置もついている模様。電車だが、電力供給無しに道路上を走り、レール無しに曲がることができる。地下鉄駅に突っ込んだことがあった。

### 舞台･地名
桜町
サイボーグクロちゃんの舞台となる町。原作では、異世界サバイバル編冒頭で北海道にあると判明した。
テレビシリーズでは細かい言及はなされておらず、東京から北海道へ向かう図が示されたこともあるが、冬に豪雪が降り積もるなど北国的な描写もなされている。
（2016年1月23日の記念イベントでは、練馬区あたりであると言及された。）
中心街には大王デパートやナカトミ銀行などの高層ビルが立ち並んでおり、複線の鉄道も通っているが、貨物輸送用のディーゼル機関車しか確認されていない。またゲームでは地下鉄が複数確認されている。郊外に行くと住宅が広がっていて、フジ井家や鈴木の勤める桜小学校などがある。桜町内かどうかは明かされていないが、近くには剛たちの住むゴミの島があり、クロ達が引き起こす騒動に"免疫がない"、港湾部の街も確認されている。
フジ井家
ジーサンバーサンが住む木造庭付き一階建ての家。クロは大抵ここの縁側で昼寝をしている。庭にはジーサンが育てていると思われる盆栽がいくつかある。マタタビは家を建て直したときにいろんな場所にこっそりと仕掛けを施しているらしい。築年数の高い家であったが、マタタビ登場時に壊されて以来、幾度となく倒壊（破壊）されるようになり、そのたびにマタタビが立て直すようになる。
ジーサンバーサンが小金を溜め込んでいるため空き巣に幾度となく狙われている、という設定があったが、第1話以外に特にそのような描写はない。
なお、その後の書下ろしで、住所は「桜町2条14丁目」であることが剛の口から語られている（新装版第2巻）。
桜小学校
鈴木の勤めている小学校。鈴木の担当クラスの生徒全員がゲーセンで補導されたり、校舎が何度も破壊されたり、遠足で遭難したりとトラブルが多い。
ゴミの島
剛たちの住んでいる島。いろいろなスクラップが捨ててあり、中にはデビルの封印されたファンシーケースや、ゾンビウイルスが入った試験管などの危険なものまで混じりこんでいる。剛たちはこの中からスクラップパーツを集めて、自身の住居を始め、数々の武器やロボットを製作している。
ゴッチのシマ
廃工場街。ゴッチがボスを務める野良猫軍団の住処だった。最終話で、桜町からあまり離れていないことが明確に描かれた。
非常に入り組んでおり、老朽化も進んでいる。当初、迷い込んだクロが、サンカク・ホクロから逃げ回った結果、コンクリートを崩して心ならずも2匹を殺害することになった。また、少し離れたところに、人間が生ゴミを不法投棄して行く場所があり、ゴッチ達の食料源となっていた。
ゴッチ達がカラス達を迎撃した際、中心部の焼却炉に詰め込まれたガソリンで爆破され、炎上。ゴッチ達はここをシマとすることを諦め、桜町の方へ旅をした。
その後もひっそりと存在していたらしく、最終話では、粗大ゴミの不法投棄に最適の場所として一部の人間の間で有名になっていた。また、かつての軍団を髣髴とさせるカラス達が住み着いていた。ゴミ処理トラックに巻き込まれたナナはここに迷い込むが、クロが救援に駆けつけ、2人でひと時を過ごすところで原作は終了した。この時、クロは自分の過去を回想し、「一人ぼっちの自分を受け入れてくれた場所」と話した。
異世界
見渡す限り砂漠が広がる謎の世界。雪かきの間にロミオとジュリエットがミサイルを焚き火にくべて大爆発を引き起こした結果、空間に亀裂が入り、クロたちはこの世界へ迷い込むこととなった。
砂漠と言っても、構成する砂の粒子が非常に細かいため、徒歩で行動しようとすると体が沈んでしまう。そのため、異世界の人々の移動手段は船・軍艦しかなく、さらにはサイボーグの魚達が泳いでいるなど、実際には海に近い。木々などの自然はタブーにしか存在せず、人々がどのように食料を調達しているのかは不明。また、空母が存在するのにもかかわらず飛行技術の一切が失われている。砂漠の全容は長らく不明だったが、コタローの想像図によると、ちょうど中心部にタブーが存在していた。
砂漠の歴史については異世界の人々もよくわかっていない。数年前までは、統治能力に優れた偉大な王がおり、平和な時代が続いていたが、彼が死んだことで2人の息子が王位を巡って戦争を起こしており、クロたちが迷い込んだ時には、人々はそれに巻き込まれていた。
バイスによると、その正体は、「クリエイター」という存在によって300年以上前に作り上げられた人工世界である。実態は、地球平面説をそのまま再現したかのような平らな世界であり、タブーを中心にした円形の、いわば“地の果て”が存在する世界である。「クリエイター」が、人々からニューワールド＝新世界を隠すために作り上げ、人々を閉じ込めたとされる。この砂漠世界は新世界の地下に建造されており、砂漠世界の天井を突き破ることで新世界に到達できる。空は、人工のスクリーンに映し出された偽物であり、天頂部の明かりが太陽と月を兼ねていた。飛行技術が失われたのは、このスクリーンに激突する事故が多発したためだった。地の果てでは、地球平面説の海のように、砂が流れ落ち続けている。「レッドライン」と呼ばれるラインがあり、これを超えると砂の流れが激しくなって帰ってこれなくなるということだけは砂漠の人々も知っていた。コタローが王の資料を纏めた結果、そのレッドラインはちょうどタブーを中心とした円形（地の果ての手前）を描いており、彼の研究を裏付けることになった。
シスカとコタローがタブーの秘密を解き明かし、装置を作動させたことで、崩壊。人々は、タブーに乗って新世界へと脱出した。
タブー
禁忌の名を持つ、円錐型の遺跡。砂漠の中で、この遺跡だけは自然が生い茂っていた。周囲には激しい砂嵐が起こっており、300年の間、人々の侵入を拒み続けていた。
その正体は、新世界へと脱出する、人型の巨大な飛行機械。砂嵐は、「クリエイター」が起こした人工のものだった。管理はバイスに任されていたが、兄弟の戦争が最終局面を迎え、自身もクロという好敵手を見つけたのを機に、管理を放棄。クロ達の前で300年続いた砂嵐が止むことになった。
先代の王は、このタブーにこそ人々が幸せになる鍵があると信じ、研究を続けていた。その息子2人は、タブーを手にしたものが王位を手にすると勘違いしていたが、上述の通り実際は全く違うものであった。コタローによって王の資料が纏められ、その秘密を暴かれた。
シスカとコタローが作動させたことで、砂漠を崩壊させ、人々を乗せて新世界へと脱出する。装置作動スイッチの前には、砂漠の人々に立ち去れと命令する、「クリエイター」のメッセージが遺されていた。
軍艦島
異世界の砂漠に浮かぶ、数十隻の空母と軍艦によって構成された島。甲板の上はビルが立ち並ぶ街となっており、1000人の軍人と2500人の民間人が生活している。「砂漠のオアシス」と呼ばれており、異世界の住人達のほとんどが住む街だったが、すでにかなり老朽化が進んでおり、結局、後に戦闘によって分解させられてしまう。住人の台詞から、数年ないしは数十年の間に建造された、比較的新しい島であった様子。

### 組織・その他の用語
民間自衛隊
テレビシリーズのみの設定。原作だと中松達は正真正銘の自衛隊だが、テレビシリーズでは株式会社である。陸上自衛隊のほか、中松の兄が隊長を勤める航空部隊もある上、海上用の装備も整っている。
中村曰く義勇軍だが、ナレーションでは「趣味で平和を守っている部隊」と説明されている。しかし、隊長の中松の個人名義で核兵器（テレビシリーズでは表現の配慮により『メガトンミサイル』）を保有している上、堂々と使用しようとする場面が多く見られる。
ネオかくれんぼ
ゴローとコサムが編み出した謎の遊び。マタタビ命名。考案直後とその後でルールが違う。
まず一方が「もういいかい？」らしき呼びかけをする。これは前半も後半も共通である。考案直後ではこの後、もう一方は思い思いの方法で自分の姿をアピールする（巨大化、周辺のものを掲げるなど）。そして呼びかけをした方も同様にアピールして（一度相手に攻撃を浴びせてからの場合もある）、お互い同時に攻撃を仕掛け、次のセットと思わしきフェイズへ移行する。
後半では呼びかけはゴローに固定されていた。ゴローが呼びかけをした後、コサムが何らかの周辺物を掲げてアピールする。判断基準は不明であるものの、それによってゴローが何らかの反応を示す（ビルに攻撃を加える、巨大化）。
剛たちによっていくつかのケースの勝敗が判明（バスと冷蔵庫では引き分け）したり、マタタビがその一端を掴んだ（カーネルサンダースの像を見せると巨大化、「通りすがりのコギャル」では一旦縮んだ後巨大化）こともあったが、結局勝敗を決する基準はコサムとゴローしか知らず、勝敗を争っているということ以外は一切不明の遊びである。

## 番外バトル
作画が内田じゅんた、監修横内なおきによる番外編。横内が単行本一巻ではゲストとして久々にクロちゃんを描いている。『帰ってきたサイボーグクロちゃん』の発売と連動するように連載が始まり、『コミックボンボン』にて2002年12月号から2005年12月号まで掲載された。
最初のうちは雑誌の中心部や後ろのカラーページで4コマ漫画連載されていたが、後に通常の漫画となる。内田はその昔、ボンボンにイラストを送ってきたクロちゃんのファンの一人であり、単行本では「イラストを送っていたのが自分で漫画描くとは思っていませんでした」と驚きを語っていた。
単行本は全2巻。前述のカラーページ掲載分も単行本では白黒になっている。

## テレビアニメ
1999年10月2日から2001年1月6日まで、テレビ愛知・テレビ東京系列各局で、毎週土曜8:00 - 8:30（JST）に全66話が放送された。本作品には以前にもアニメ化の話が持ち上がっており、第1巻の絵柄を元にしてキャラクターデザインも起こされていたが、この時は企画した会社の倒産により実現には至らなかったという経緯を持つ。
テレビシリーズの制作は、講談社からアニメ化の権利を獲得したパブリック&ベーシック（PiBi）が主幹事を務める「サイボーグクロちゃん製作委員会」が担当。当初の制作費用は2億3400万円で、これ以外にもシステムサコムのベンチャー、ドリームプロジェクト沖縄が、制作委員会に出資することを目的とした「サイボーグクロちゃん制作ファンド組合」を那覇市で設立して沖縄県内企業の出資を募り、テレビ放送権などをライセンス供与するという試みが行われ、本来TXN系列外の沖縄テレビ放送（FNS）でも時差ネットが実施された。
アニメ化に際し、後述の通り様々な変更点が存在しており、原作に出てくる様々な残酷な描写や過激な台詞は柔らかなものに描き変えられている他、キャラクターの生死もいくつか変更されているものもある。また、原作後半で登場したゴローは未登場である一方、剛くんとミーくんは一部の回を除いて全話に登場し、本来彼らが登場しない原作エピソードにおいてもメインに関わってくるなど、テレビシリーズにおけるメインキャラクターとして捉えられていた。エピソードの約半分はアニメオリジナルが占め、オリジナルのキャラクターや武器、そして姿なども多数登場している。原作と同様、以前の設定とその後の設定とで噛み合わない部分も出てきており、特にキャラ同士の呼称は原作以上に安定していない。
クロちゃんの代名詞であるガトリングの効果音は、第1話から第3話までは軽い音だったが、第4話以降は変更された。当初の重たい効果音は、当初発射音の間隔が絵の見た目より多少離れていたため、後半以降はその間隔が短縮され、よりガトリングの音らしいものになった。昔の間隔はアイキャッチのガトリングの音で毎回聞くことが出来た。
原作者の横内なおきが解説役のキャラクターとして、何度か登場している。その際のキャストは名前のなおきにちなんで、ナレーターの龍田直樹が同役も担当した。またナレーションについてはコタロー・ナナ登場の回のみ、タイトルコールをそれぞれ新登場するキャラクターが務めた。
平均視聴率は3.6%（最高5.9%）と一見すると特別視するほどではないが、当時は子供の完全週休二日制導入前であり、実際制作陣にとっても想定以上の人気だったことから放送が延長（当初は1年でもっと短かった説もある）され、最終的な期間は1年半・話数にして全78話予定とされた 。第24話では制作会社にテレビ東京から号外FAXが届くほどだったという。

### テレビ放送の中止
テレビシリーズの放送期間も末期に差し掛かっていた2001年1月、制作会社のパブリック&ベーシックが出資方式での予算集めが滞ったことを受け、アニメの実制作を請け負っていたスタジオボギーとともに倒産。これによりテレビシリーズは前述した最終的な予定に沿っての制作が不可能になり、1月6日放送分（第66話）までで未完に終わった。スタッフの高田耕一によると、2000年12月28日に制作中止が通達され、その時点では第71話の絵コンテが完成していた段階だったという。また第66話以降に放送予定であったエピソードのうち、第70話までは『テレビマガジン』にてタイトルと作中のイラストが掲載されている。
突然の放送中止に伴い、次番組『仰天人間バトシーラー』放送開始までの期間は、セレクションと題した既放送分の再放送で対応。最終回となった第66話のテレビ東京での本放送時は、次回へ続くことを示すナレーションの部分からカットされ、予告パートでもセレクションへの切替のみが伝えられた。
ドクター剛役の古澤徹は、本人曰くいろいろ深刻な時期での起用だったといい、自分の演じていたキャラクターである剛を非常に気に入っており、続編を切望している。

### スタッフ
- 原作：横内なおき
- 企画：パブリック&ベーシック
- プロデューサー：高柳明史（テレビ愛知）、松浦公基（パブリック&ベーシック）
- 監督：高本宣弘
- シリーズ構成：山本優
- キャラクターデザイン：島袋美由紀
- メカニックデザイン：飯村一夫
- 美術監督：宮前光春
- 色彩設計：田中直人
- 撮影監督：沖野雅英 → 小林慎吾
- 音響監督：松浦典良
- 音響制作：GEN
- 音楽：若草恵、荒川敏行
- 音楽プロデューサー：斎藤裕二
- 音楽制作：イマジン
- 制作プロデューサー：木下真弓、土屋貴彦
- 番組広報：横田由里香（テレビ愛知）
- 動画チェック：宮田さおり、にしだまゆみ、藤岡正宣、朴機完、高橋英雄
- 動画：孝仁動画、進藤プロダクション、ECHO、F.A.Tインターナショナル、HAHNSHINCOAP、年代動画育視公司、HEEWON、HYOIN、他
- 色指定：野地弘納、石川直樹、横田こずえ、千葉智子他
- 仕上検査：野地弘納、田中直人、横田こずえ、千葉智子他
- 特殊効果：前川孝、榊原豊彦、新井正春、他
- 仕上：スタジオトイズ、孝仁動画、ECHO、スタジオaB、年代動画育視公司、HEEWON、HYOIN、他
- 背景：獏プロダクション、スタジオパレット、スタジオMAO、星山企画
- 撮影：エースクリエイション、スタジオドリーム、ティ・ニシムラ、HAHNSHINCOAP
- デジタル制作管理：久保太郎
- 現像：東京現像所
- デジタル編集：堀口和彦、篠田和宏、伊藤宣隆、宮田健太郎、遠藤知洋、佐分利屋現、他
- ビデオ編集：ビジョンユニバース
- 効果：伊藤克己
- 録音：丸山光義
- 音響助手：蟹崎佳世
- 制作デスク：馬見塚芳枝
- 録音スタジオ：GEN
- 音響制作：現
- 制作担当：橋詰誠
- 制作進行：入部真子、遠藤宏栄、笹原司郎、比留間信、阿見栄一、松下幸一
- 設定制作：濱先容子
- 文芸担当：小瀬敬子
- 制作協力：スタジオザイン、オフィス蒼、博英
- アニメーション制作：スタジオボギー
- 制作：テレビ愛知、パブリック&ベーシック

### 主題歌
オープニングテーマ「ぐるぐるクロちゃん」
歌・作詞・作曲 - Lady Q / 編曲 - M. Kamishiro
エンディングテーマ
「ポジティブヴァイブレーション」（第1話 - 第61話）
歌・作詞・作曲 - シスタ・K / 編曲 - M. Kamishiro
「パラパラクロちゃん」（第62話 - 第66話）
歌・作詞 - きゅう / 作曲・編曲 - ながいけん
挿入歌
「ナナのラブソング」（第44話）
作詞 - Lady Q、シスタ・K / 作曲 - シスタ・K / 編曲 - 森俊也 / 歌 - 綱掛裕美
「クロちゃんおんど」
作詞 - Lady Q、シスタ・K / 作曲・編曲 - ながいけん / 歌 - 坂本千夏

### 各話リスト
| 話数 | 放送日         | サブタイトル          | 脚本       | 絵コンテ         | 演出                  | 作画監督              |
| ---- | -------------- | --------------------- | ---------- | ---------------- | --------------------- | --------------------- |
| 1    | 1999年 10月2日 | 最強のニャンコ誕生！  | 山本優     | 高本宣弘         | 所沢勤                | 小林一三              |
| 2    | 10月9日        | ニャンニャンアーミー  | 山本優     | 吉永尚之         | 雄谷将仁              | 浅沼昭弘              |
| 3    | 10月16日       | 地獄のハイウェイ      | 山本優     | 日下部光雄       | 日下部光雄            | 飯村一夫              |
| 4    | 10月23日       | 空とぶ親子ロボ出現！  | 山本優     | まつもとよしひさ | まつもとよしひさ      | 寺沢伸介              |
| 5    | 10月30日       | ミーくんの初恋        | 山本優     | 福本潔           | 福本潔                | 丸英男                |
| 6    | 11月6日        | ミーくん誘拐事件      | 山本優     | 高田耕一         | 高田耕一              | 小林一三              |
| 7    | 11月13日       | 史上最大のオニゴッコ  | 山本優     | 井之川慎太郎     | 井之川慎太郎          | しまだひであき 竹内昭 |
| 8    | 11月20日       | クロミーアイドル勝負  | 山本優     | 奥田誠治         | 大崎正                | 飯村一夫              |
| 9    | 11月27日       | 学校の裏伝説          | 山本優     | まつもとよしひさ | まつもとよしひさ      | 寺沢伸介              |
| 10   | 12月4日        | 裏山の一ツ目地底人    | 山本優     | 岡崎幸男         | 岡崎幸男              | 村上勉                |
| 11   | 12月11日       | 天才少年コタロー登場  | 山本優     | 高田耕一         | 高田耕一              | 小林一三              |
| 12   | 12月18日       | デビルミーあらわる    | 山本優     | 井之川慎太郎     | 井之川慎太郎          | 東出太                |
| 13   | 12月25日       | 檻の中の戦い          | 山本優     | 日下部光雄       | 日下部光雄            | 飯村一夫              |
| 14   | 12月29日       | 剛とコタローの大実験  | 山本優     | まつもとよしひさ | まつもとよしひさ      | 寺沢伸介              |
| 15   | 2000年 1月8日  | マタタビ参上！        | 山本優     | 岡崎幸男         | 岡崎幸男              | 村上勉                |
| 16   | 1月15日        | クロちゃんの家出      | 山本優     | 高田耕一         | 高田耕一              | 小林一三              |
| 17   | 1月22日        | 雪の中の大決闘！      | 山本優     | 秦義人           | 秦義人                | 菅井嘉浩              |
| 18   | 1月29日        | 美少女消防士！めぐみ  | 四辻たかお | 日下部光雄       | 大崎正                | 飯村一夫              |
| 19   | 2月5日         | 爆走！バトルボーグ    | 山部康男   | まつもとよしひさ | まつもとよしひさ      | 土屋幹夫              |
| 20   | 2月12日        | クロ、パパになる!?    | 吉田綾     | 岡崎幸男         | 高田淳                | 岸本誠司              |
| 21   | 2月19日        | ハチャメチャ大争奪戦  | 村松由二郎 | 高田耕一         | 高田耕一              | 小林一三              |
| 22   | 2月26日        | 鈴木の初デート        | 四辻たかお | 井之川慎太郎     | 井之川慎太郎          | 東出太                |
| 23   | 3月4日         | へビビンガーあらわる  | 山本優     | 日下部光雄       | 日下部光雄            | 飯村一夫              |
| 24   | 3月11日        | コタローを救え！      | 山本優     | 秦義人           | 秦義人                | 土屋幹夫              |
| 25   | 3月18日        | コタローの父かえる    | 吉田綾     | 高田淳           | 高田淳                | 岸本誠司              |
| 26   | 3月25日        | 世界征服計画開始?!    | 山本優     | 高本宣弘         | 高田耕一              | 小林一三              |
| 27   | 4月1日         | 異世界・事のはじまり  | 山本優     | 高本宣弘         | 前田弘太郎            | 中山典子              |
| 28   | 4月8日         | 砂漠に浮かぶ都市      | 山本優     | 奥田誠治         | 日下部光雄            | 飯村一夫              |
| 29   | 4月15日        | 異世界・崩壊のあと    | 山本優     | 秦義人           | 秦義人                | 土屋幹夫              |
| 30   | 4月22日        | 終末から新世界へ      | 山本優     | 山口美浩         | 山口美浩              | 菅井嘉浩              |
| 31   | 4月29日        | ミーくん誕生のヒミツ  | 山本優     | 高田耕一         | 高田耕一              | 小林一三              |
| 32   | 5月6日         | ハネムーン大戦争!?    | 吉田綾     | 東出太           | 井之川慎太郎 江島泰男 | 東出太                |
| 33   | 5月13日        | 学校でオバケ退治      | 水島摩美   | 日下部光雄       | 日下部光雄            | 飯村一夫              |
| 34   | 5月20日        | 宝クジ大バトルレース  | 四辻たかお | 秦義人           | 秦義人                | 土屋幹夫              |
| 35   | 5月27日        | マタタビの大修行?!    | 山本優     | 山口美浩         | 山口美浩              | 花京院小百合          |
| 36   | 6月3日         | チビネコたちを守れ！  | 山本優     | 高田耕一         | 高田耕一              | 小林一三              |
| 37   | 6月10日        | ノンストップバス旅行  | 四辻たかお | 森田風太         | 石田博                | しまだひであき        |
| 38   | 6月17日        | 白い怪物との大バトル  | 山本優     | 日下部光雄       | 日下部光雄            | 飯村一夫              |
| 39   | 6月24日        | ミーくん2号登場！     | 山本優     | 秦義人           | 秦義人                | 土屋幹夫              |
| 40   | 7月1日         | ナナちゃんがんばる！  | 山本優     | 山口美浩         | 山口美浩              | 花京院小百合          |
| 41   | 7月8日         | 復活！デビル再登場！  | 山本優     | 森田風太         | 高田耕一              | 小林一三              |
| 42   | 7月15日        | 決戦！クロ対デビル    | 山本優     | まつもとよしひさ | まつもとよしひさ      | しまだひであき        |
| 43   | 7月22日        | クロの家にお引っ越し  | 四辻たかお | 日下部光雄       | 日下部光雄            | 飯村一夫              |
| 44   | 7月29日        | コタローいなくなる？  | 吉田綾     | 秦義人           | 秦義人                | 浜田勝                |
| 45   | 8月5日         | 恐怖の大ウイルス!!    | 山本優     | 青木新一郎       | 青木新一郎            | 寺沢伸介              |
| 46   | 8月12日        | マタタビとの出会い    | 山本優     | 高田耕一         | 高田耕一              | 小林一三              |
| 47   | 8月19日        | カラスとの戦い!!      | 山本優     | まつもとよしひさ | まつもとよしひさ      | 箕輪悟                |
| 48   | 8月26日        | キッド最後の戦い!!    | 山本優     | 日下部光雄       | 日下部光雄            | 飯村一夫              |
| 49   | 9月2日         | ニャンニャンランド    | 山本優     | 秦義人           | 秦義人                | 浜田勝                |
| 50   | 9月9日         | 真・暴走クロちゃん    | 山本優     | 河村明夫         | 河村明夫              | 河村明夫              |
| 51   | 9月16日        | クロ・ミーゲーム対決  | 山本優     | 小華和ためお     | 大西景介              | 小林一三              |
| 52   | 9月23日        | 転校生は超能力者?!    | 山本優     | 日下部光雄       | 日下部光雄            | 飯村一夫              |
| 53   | 9月30日        | 宇宙からのメッセージ  | 山本優     | まつもとよしひさ | まつもとよしひさ      | 土屋幹夫              |
| 54   | 10月7日        | 攻撃ヤーヤーヤー星人  | 山本優     | 秦義人           | 秦義人                | 浜田勝                |
| 55   | 10月14日       | 地球最後の日来たる！  | 四辻たかお | 青木新一郎       | 青木新一郎            | 寺沢伸介              |
| 56   | 10月21日       | 恐怖のベイビー誕生！  | 山本優     | 高田耕一         | 高田耕一              | 小林一三              |
| 57   | 10月28日       | クロとナナのけんか    | 山本優     | 日下部光雄       | 日下部光雄            | 飯村一夫              |
| 58   | 11月4日        | また来たヤーヤーヤー  | 四辻たかお | 小華和ためお     | 大西景介              | 土屋幹夫              |
| 59   | 11月11日       | ナナお姫様になる？    | 山本優     | 秦義人           | 秦義人                | 浜田勝                |
| 60   | 11月18日       | マタタビからの挑戦状  | 山本優     | 遠藤克己         | 土屋浩幸              | 河村明夫              |
| 61   | 11月25日       | 筋肉美女大バトル!?    | 吉田綾     | 高田耕一         | 高田耕一              | 小林一三              |
| 62   | 12月2日        | 鈴木のプレゼント作戦  | 水出弘一   | 日下部光雄       | 日下部光雄            | 飯村一夫              |
| 63   | 12月9日        | スクラップキング登場  | 山本優     | 大西景介         | 大西景介              | 土屋幹夫              |
| 64   | 12月16日       | 宇宙からの宅配便      | 山本優     | 秦義人           | 秦義人                | 桜井木ノ実            |
| 65   | 12月23日       | コタローのクリスマス  | 山本優     | 青木新一郎       | 森田風太              | 土屋幹夫              |
| 66   | 2001年 1月6日  | 買い物デート大決闘！  | 四辻たかお | 小華和ためお     | 高田耕一              | 小林一三              |
| 67   | 未放送         | 謎の雪男現わる！      | 山本優     | 日下部光雄       | 日下部光雄            | 飯村一夫              |
| 68   | 未放送         | ライバルはコタロー？  | 山本優     | 大西景介         | 大西景介              | 土屋幹夫              |
| 69   | 未放送         | キンタローのリベンジ  | 山本優     | 秦義人           | 秦義人                | 桜井木ノ実            |
| 70   | 未放送         | コスプレ少女カグヤ    | 山本優     | 小華和ためお     | 森田風太              | 土屋幹夫              |
| 71   | 未放送         | 悪魔になった？ 剛くん | 山本優     | 高田耕一         | 高田耕一              | 小林一三              |

### 放送時間
- テレビ東京系列局
  - テレビ愛知（制作局） - 土曜8:00 - 8:30
  - テレビ北海道
  - テレビ東京
  - テレビ大阪
  - テレビせとうち
  - TVQ九州放送
- 沖縄テレビ 火曜15:55-16:25(2000年9月まで)→火曜16:00-16:30(2000年10月から)（遅れネット）
- 山形テレビ 土曜 6:00 - 6:30（遅れネット[7]）

| テレビ愛知制作・テレビ東京系列 土曜8:00 - 8:30 | テレビ愛知制作・テレビ東京系列 土曜8:00 - 8:30 | テレビ愛知制作・テレビ東京系列 土曜8:00 - 8:30        |
| 前番組                                         | 番組名 | 次番組                                                |
| ---------------------------------------------- | --- | ----------------------------------------------------- |
| 神八剣伝 （1999年4月3日 - 9月25日）            | サイボーグクロちゃん （1999年10月2日 - 2001年1月6日） - ※次番組放送開始までの期間は 『サイボーグクロちゃんセレクション』として既放送分の再放送を実施 | 仰天人間バトシーラー （2001年4月7日 - 2002年3月30日） |

### オリジナル・サウンドトラック
- 『サイボーグクロちゃん:最強打ちまくり音楽大図鑑 TV ― オリジナル・サウンドトラック』（日本コロムビア）2000年6月21日
- 『サイボーグクロちゃん ガトリングミックス』（日本コロムビア）2000年11月18日
- 「サイボーグクロちゃん」〈コロちゃんパック〉（日本コロムビア）2000年5月20日

### 映像ソフト
2022年現在、テレビシリーズの映像ソフトとしては以下のVHSのみがリリースされている。発売元はパブリック&ベーシック、販売元はミュージックガイド社（市販版）、メディアファクトリー（レンタル版）。パブリック&ベーシックの倒産によりビデオ化も中途で打ち切られ、第53話と第55話以降はソフト化されていない。
サイボーグクロちゃん
2000年7月21日から9月21日にかけて、全9巻（第1巻のみ2話、第2巻以降は3話収録）をリリース。第1話から第26話までがソフト化された。
サイボーグクロちゃんGreat（グレート）
全9巻（レンタル専用、各巻3話収録）をリリース。第27話から第54話までがソフト化された。

### 再放送
地上波
- テレビ愛知：2010年4月 - 2011年4月17日[9]（毎週日曜6:30 - 7:00、第49話まで）
- テレビ埼玉：2015年7月20日 - 2016年10月31日（毎週月曜18:00 - 18:30）

BS・CS
- アニマックス（第65話まで）
- AT-X：2014年12月 - 2016年4月

この他再放送ではないものの、2015年5月2日に放送されたアニソン・アカデミー（NHK-FM）内でOPが流された。

### ネット配信
2022年現在、アニメ放題やU-NEXT、Amazonビデオなどの各種動画サービスにて、テレビシリーズ全話の配信が実施されている。またYouTubeでも講談社の公式チャンネルにて、本作品の電子書籍化や『コミックボンボン』のWeb雑誌化を記念し、以下の日程で無料配信が行われた。
- 2016年12月16日 - 2017年1月9日（ボンボンTV）[10][11]
- 2017年7月21日 - 9月3日（キッズボンボン）[12]

## うちまくりクロちゃんシリーズ
アニメ化以前より展開していたクロちゃんの玩具シリーズ。針金を内蔵した手足により、自由な可動範囲を実現している。「うちまくり」銘打つだけあって、付属の武器は基本的にBB弾を撃ち出すものとなっており、マタタビが発売された際は本来彼が持っていない「ショットガン」が付属された。後に「ブーメランマタタビ」など、コレクションズというシリーズ中における亜種（BB弾発射武器が付属しない）も登場した。
コレクションズは後にどんどん進化していき、ダンクの頭の文字会話機能をつけかえる玩具や、異世界編における最後の敵バイス（No.16、単品版の最終商品）など、様々な商品展開がなされた。
単品版以外にも各種BOXや武器セット、それに誌上通販などの限定版も発売され、最終商品である「スペシャル改造BOX3」（真・暴走クロちゃんと各種武装のセット）以降も、実現には至らなかったものの「ニャンニャンアーミー」（頭のパーツを差し替えることによって全てのニャンニャンアーミーを再現）の発売予定が、コミックボンボン紙上にて報じられた。
- 単体
  - クロちゃん（ガトリング砲）
  - ミーくん（ガトリング砲）
  - マタタビ（ライフル）
  - コタロー（ガトリング砲）
  - 連射クロちゃん（ライフル）
  - コック ミーくん（包丁）
  - デビル ミーくん
  - ブーメランマタタビ（マント付き）
  - 剛くん（デビル吸収器）
  - 合体クロ&ミー（なんでも切れる剣）
  - ぐるぐるクロちゃん（目玉取替え）
  - ニワトリクロちゃん（ガトリング砲）
  - コンバットクロちゃん（ライフル）
  - サイボーグダンク（コタロー）
  - ズタボロクロちゃん（ダブルキャノン）
  - 賞金稼ぎバイス（丸ノコギリ）
- スペシャル改造BOX
  - 暴走クロちゃん（マジギレバージョン）
  - 合体クロ&ミー（ジオラマ、的付き）
  - ミーくん
  - 真・暴走クロちゃん

## ゲーム
CRと併せて合計4作が製作された。

### サイボーグクロちゃん〜デビル復活〜
ゲームボーイカラー専用ソフト。2000年3月23日発売。復活したデビルを倒すため、クロちゃんが立ち上がるという内容のストーリー。テレビシリーズでも、構成が違うもの同内容のエピソードが放映された。また、TVCMも放映された。
システム
攻撃方向を示すマーカーを動かし背景のビルを全て破壊して破壊率を稼ぎつつ、目の前に現れる敵も倒していく。プレイヤーキャラは基本的にジャンプと攻撃しかできない。
また、破壊した敵や建造物から出てくる全320種類のクロポン（クロちゃんウェポン）の収集要素も存在、メインクロポン2種類と、サブクロポン、ガードクロポンを組み合わせて遊ぶことが可能。ボス戦はアクションとシューティングを組み合わせた構成となっている。
当時発売されていたクロちゃんのカードゲームに書かれていたパスワードを入力することによって、通常手に入らないクロポンや隠しキャラが使えるようになる。しかし2回連続でパスワードを間違えるとクロポンが半減する。通信対戦も可能で、負けた相手からクロポンを1つ奪える。

### サイボーグクロちゃん2〜ホワイトウッズの逆襲〜
第1作目と同じくゲームボーイカラー専用ソフトで、続編と銘打たれているもののストーリー面でのつながりはない。ホワイトウッズ戦で助けたブッチ達に助けを求められ、再びホワイトウッズとの戦いに挑みにいくという内容。当初はバイスが登場するという話もあり異世界編ステージも導入されたが、登場しなかった。また、人気キャラクターであるマタタビが登場しなかった。コミックボンボン読者から応募したクロポンを採用しており、エンドクレジットには採用者名が書かれている。テレビシリーズの放送期間中であったにもかかわらずテレビCMは無く、目立った宣伝は『コミックボンボン』誌上でしか行われなかった。
システム
前作と同様に破壊率システムを搭載し、全400種類にも及ぶ豊富なクロポン収集を目的としている。基本システムも前作と同様。通信対戦面は多少演出が強化された。

### 帰ってきたサイボーグクロちゃん
GB版の発売、並びにテレビシリーズの終了から約2年が経過して発売された、シリーズ初のプレイステーション専用ゲーム。コナミ39シリーズとして発売され、3900円というゲームボーイソフト以下の低価格で買えるゲームだった。同作品はほぼフルボイスとなっているが、テレビシリーズのキャストと同じ声優は主役猫3匹のクロ、ミー、マタタビのみで、それ以外のキャストは全員刷新されている。GB版でプレイヤーとして使用できなかったマタタビが新たに使用可能になった他、GB版ではテレビシリーズの映像からの流用だったゲームパッケージは、同作品では原作者の横内なおきが新たに描き下ろしたものが用いられている。
システム
GB版とは違ってシューティング要素を一切排除。またクロポンシステムも排除され、プレイヤーはクロ・ミー・マタタビのどれか一匹を選んでラストまで決まった武器（メイン装備・格闘装備・火炎放射系・ハンマー系・レーザー系・バズーカ系）を使ってプレイする。クロポンシステム排除の代わりに、パワーアップアイテムをとって使うことにより、武器を強化することができるシステムを導入。武器・キャラ性能のパワーアップは最大5段階ある。また、パワーアップすると武器の形・またはその武器自体がかわり、5段階全て違う武器（たとえばマタタビなら廃材ブーメラン→すてるすブーメラン）が用意されている。
また、一度クリアしたデータをスタートさせると、サイボーグ姿の暴走クロちゃんが使用可能となり、全能力・全武器がMAXパワーアップ状態でスタートさせることができた。
プレイヤーキャラクター
以下、メイン装備を装備A、格闘装備を装備B、火炎放射系を装備C、ハンマー系を装備D、レーザー系を装備E、バズーカ系を装備Fとそれぞれ表記する。
|          | 装備A                                            | 装備B                                              | 装備C         | 装備D                                     | 装備E                                      | 装備F                                                | 備考                                                          |
| -------- | ------------------------------------------------ | -------------------------------------------------- | ------------- | ----------------------------------------- | ------------------------------------------ | ---------------------------------------------------- | ------------------------------------------------------------- |
| クロ     | ガトリング バルカン                              | ナイフ 出刃包丁 日本刀 チェーンソー 両刃剣         | 火炎放射      | ハンマー                                  | ピストル ショットガン マグナム             | 簡易式ミサイルランチャー バズーカ ミサイルランチャー | 近距離・中距離が得意。 操作性に癖あり。                       |
| ミー     | ガトリング バルカン                              | 包丁 片刃剣 レーザーソード レーザーソード改 両刃剣 | 火炎放射      | 木製バット 鉄製バット 釘バット 鉄杭バット | ビームピストル ビームキャノン              | 簡易式ミサイルランチャー バズーカ ミサイルランチャー | 近・中・遠距離のバランスがいい。 クロとは違い操作性に癖なし。 |
| マタタビ | 廃材ブーメラン ステルスブーメラン 剛鉄ブーメラン | ナタ ノコギリ 巨大出刃包丁 チェーンソー 両刃斧     | 松明 改造松明 | ハンマー                                  | ヌンチャク チェーン 鉄球 棘鉄球 推進棘鉄球 | 簡易式ミサイルランチャー バズーカ ミサイルランチャー | 近距離ではブーメラン、中距離では射撃が得意。                  |

キャスト
- クロ - 坂本千夏
- ミー - 手塚ちはる
- マタタビ - 大本眞基子
- ドクター剛 - 杉野博臣
- コタロー - 野口聖古
- ナナ - 野口聖古
- ロミオ - 竹本英史
- ジュリエット - 中尾友紀
- めぐみ - 中尾友紀
- ナレーション - 岩崎征実
- スナイパー・エース - 岩崎征実
- スカイ・キル - 内藤玲
- クラッシャー・ニトロ - 植木誠
- メガトン・ボム - 竹本英史
- デンジャー・ボルト - 岡崎雅紘
- ビッグ・ボス - 杉野博臣

### CRサイボーグクロちゃん
奥村遊機より2001年2月に発表され、同年4月頃に導入されたCR版。リーチアクションが多数あり、公式サイトではリーチアクションのムービーも見ることができた。大当り画面では、テレビシリーズの主題歌が流れ、映像もOP映像でクロちゃんとミーくんが撃ちまくっているものが流れる。

### 他ゲスト出演
- 『ロボットポンコッツ』（ゲームボーイカラー用ソフト、ハドソン、1998年12月4日）
  - 大電波塔に出てくる「ニャン」というロボポンに赤外線を当てるとクロに進化する。
- 『ロボットポンコッツ ボンボンバージョン』（ゲームボーイカラー用ソフト、ハドソン、1999年12月24日）
- 『ロボットポンコッツ MOONバージョン』（ゲームボーイカラー用ソフト、ハドソン）
- 『ロボットポンコッツ64 〜七つの海のカラメル〜』（NINTENDO 64用ソフト、ハドソン、1999年12月24日）
  - クロの入ったデータでプレイすると登場。
- 『キャットバスターズ』（スマートフォン向けアプリ、Happy Elements K.K、2017年3月13日）
  - 期間限定コラボとして、クロ・ミー・マタタビ・ナナ・ダンク&コタロー・ニャンニャンアーミー2号&3号が登場。
- 『メダロットS』（スマートフォン向けアプリ、SoWhat、2022年3月3日）
  - 期間限定コラボとして、クロをモチーフにしたメダロット「ブラックキッド」とミーをモチーフにしたメダロット「ミーアーミー」が登場。

## 書籍情報
1. 1998年2月発売 ISBN 4063218325[13]
2. 1998年5月発売 ISBN 4063218392[14]
3. 1998年9月発売 ISBN 4063218481[15]
4. 1999年2月発売 ISBN 406323861X[16]
5. 1999年6月発売 ISBN 4063238733[17]
6. 1999年11月発売 ISBN 4063238849[18]
7. 2000年4月発売 ISBN 4063238946[19]
8. 2000年8月発売 ISBN 4063239047[20]
9. 2001年2月発売 ISBN 4063239047[21]
10. 2001年8月発売 ISBN 4063239268[22]
11. 2002年1月発売 ISBN 4063239373[23]

新装版
1. 2015年11月20日発売 ISBN 978-4-06-377358-3[24]
2. 2015年12月22日発売 ISBN 978-4-06-377373-6[25]
3. 2016年1月22日発売 ISBN 978-4-06-377389-7[26]
4. 2016年2月23日発売 ISBN 978-4-06-377428-3[27]
5. 2016年3月23日発売 ISBN 978-4-06-377439-9[28]
6. 2016年4月22日発売 ISBN 978-4-06-377449-8[29]

番外バトル
1. 2005年4月6日発売 ISBN 978-4-06-334987-0[30]
2. 2006年1月6日発売 ISBN 978-4-06-372122-5[31]

ガトリングセレクション
- 復活！サイボーグクロちゃんガトリングセレクション 2012年1月23日発売 ISBN 978-4-06-376189-4[32]
- 復活！サイボーグクロちゃんガトリングセレクションリローデッド 2012年7月23発売 ISBN 978-4-06-376678-3[33]

ガイドブック
- サイボーグクロちゃん激爆大図鑑 2000年3月23日発売 ISBN 4063342700[34]

ゲーム攻略本
- サイボーグクロちゃん〜デビル復活〜公式攻略ガイド 2000年3月発売 ISBN 4063431754[35]
- サイボーグクロちゃん2～ホワイトウッズの逆襲～公式攻略ガイド 2000年10月発売 ISBN 4063431843[36]